# DEAR MY FRIEND (桑田佳祐の曲)
「DEAR MY FRIEND」（ディア・マイ・フレンド）は、桑田佳祐の楽曲。2008年3月12日にDVD+CDのセットで発売されたライブ・ビデオ『桑田さんのお仕事 07/08 〜魅惑のAVマリアージュ〜』のCDの7曲目に収録されている。作詞・作曲・編曲は桑田佳祐、弦編曲は斎藤ネコが担当。
2017年3月25日からは主要配信サイトにてダウンロード配信、2019年12月20日からはストリーミング配信が開始されている。

## 背景
DVD+CDのセットで発売された『桑田さんのお仕事 07/08 〜魅惑のAVマリアージュ〜』のCDの7曲目に収録された。当時はその他の作品に収録されていなかったため、2017年に配信がなされるまではこの作品でしか聞くことができなかった。

## 音楽性
前述の作品及びこの曲が発表された2008年3月で2007年に行っていたソロワークスが一段落することや“卒業”や“旅立ち”のシーズンを意識し、春先に向けての「出逢いと別れ」の感じの曲をやってみたいと桑田が思い、2007年の春からオーストラリアで作っていた。
桑田によるとティン・パン・アレーのような「ちょっと都会的な1970年代前半的な感じ」のイメージも取り入れており、作曲に関しても「自分の体温のままに自然にやってた」と語っている。

## メディアでの使用
- 自身出演のアサヒ飲料「WONDAモーニングショット」CMソング。
2008年当時の桑田と1979年に三ツ矢サイダーのCMに出演した桑田がCG合成により共演する内容だった[6]。
- ユニクロ「Life Wear/365日エアリズム編」CMソング[注釈 2]。

## 参加ミュージシャン
- DEAR MY FRIEND
  - 桑田佳祐:Vocal, Chorus, Electric Guitar, Hand Claps
  - 井上富雄:Bass
  - 鎌田清:Drums
  - 片山敦夫:Keyboards
  - 斎藤ネコ:1st Viorin
  - グレート栄田:2nd Violin
  - 山田雄司:Viola
  - 藤巻亮一:Cello
  - 田中康太朗:Hand Claps as "FRIEND"
  - 角谷仁宣:Computer Programming

## 収録アルバム
| 曲名           | 作品名                                          |
| -------------- | ----------------------------------------------- |
| DEAR MY FRIEND | 桑田さんのお仕事 07/08 〜魅惑のAVマリアージュ〜 |
| DEAR MY FRIEND | いつも何処かで                                  |

## ミュージック・ビデオ収録作品
| 曲名           | 作品名 |
| -------------- | ------ |
| DEAR MY FRIEND | 未収録 |

## ライブ映像作品
| 曲名           | 作品名                                           | 備考 |
| -------------- | ------------------------------------------------ | --- |
| DEAR MY FRIEND | 桑田佳祐の音楽寅さん 〜MUSIC TIGER〜 あいなめBOX | DISC 2「♯07 アンプラグド・ライブ殺人事件」 に収録。本放送されていない未公開映像でもある。                                                                  |
| DEAR MY FRIEND | ごはん味噌汁海苔お漬物卵焼き feat. 梅干し        | 完全生産限定盤A・B封入のBlu-ray・DVDに収録。2021年3月7日にブルーノート東京で開催した配信限定ライブ『静かな春の戯れ ～Live in Blue Note Tokyo～』での歌唱。 |